# Южен отряд (1877 – 1878)
Вижте пояснителната страница за други значения на Южен отряд.
Южният отряд е войсково обединение на Действащата руска армия в Руско-турската война от 1877 – 1878 г.
Южният отряд е създаден в началото на август 1877 г. на основата на части от 8-и и 9-и армейски корпус. Личният състав достига 48 464 офицери и войници, а артилерийското въоръжение включва 195 оръдия. Разпределен е в 5 отряда:
- Ловчанско-Севлиевски отряд,
- Шипченски отряд,
- Еленски отряд,
- Османпазарски отряд,
- Хаинкьойски отряд.

В състава на Шипченския отряд е също и Българското опълчение. Командир на Южния отряд е генерал-лейтенант Фьодор Радецки, началник на щаба е полковник Виктор Димитровски.
Основната задача Южния отряд е да отбранява проходите в Средна Стара планина: Хаинбоазки и Шипченски проход. Фронтът на отбраната е 130 км. Силите са разпределени на принципа на активната отбрана: 30 % отбраняват проходите, общо 40 % осигуряват фланговете и остава 30 % резерв в района Търново – Никюп.
През август и септември отрядът изнася тежестта на героичната отбрана на Шипченския проход, а до края на годината и зимното стоене на Шипка:
- Шипченска битка (август 1877),
- Поход на подкрепленията за Шипченския отряд през август 1877 г.,
- Шипченска битка (септември 1877).

Победата на връх Шипка е със стратегическо значение за изхода на войната.
От 18/30 август Хаинкьойският, Еленският и Османпазарският отряд са извадени от състава на Южния отряд и са придадени на подчинение на генерал-лейтенант Алексей Шаховски. В началото на декември силите на Южния отряд са 24 000 офицери и войници, а в началото на януари 1878 г. достигат 54 000 офицери и войници. Преминава при сурови зимни условия Стара планина. С атаката при село Шипка и Шейновската битка разгромява и пленява Централната армия.
В заключителното руско настъпление частите на Южния отряд формират лявата колона и достигат до Ямбол. Бойната дейност на отряда е със стратегическо значение за победата във войната.